# Novi razred: analiza komunističnega sistema
Novi razred: analiza komunističnega sistema (srbsko: Нова класа: Анализа комунистичког система) je političnoteorijska knjiga, ki govori o konceptu novega razreda, napisal pa jo je jugoslovanski komunistični intelektualec Milovan Đilas leta 1957. V knjigi Đilas piše o tem, kako partijsko-državni uradniki oblikujejo razred, ki »uporablja, uživa in razpolaga z nacionalizirano lastnino«.